# Belonogaster madecassa
Belonogaster madecassa är en getingart som först beskrevs av Henri Saussure 1853.  Belonogaster madecassa ingår i släktet Belonogaster och familjen getingar. Inga underarter finns listade.